# Agent Communications Language
L'Agent Communication Language (ACL), proposto dalla Fondazione per Intelligent Physical Agents (FIPA), è un linguaggio standard proposto per la comunicazione tra agenti. La Knowledge Query and Manipulation Language (KQML) è un altro standard proposto.
Le ACL più popolari sono:
- FIPA-ACL (dalla Fondazione per Intelligent Physical Agents, un consorzio di standardizzazione)
- KQML (Knowledge Query and Manipulation Language)

Entrambi si basano sulla teoria degli atti linguistici sviluppata da Searle nel 1960 e arricchiti da Winograd e Flores nel 1970. Essi definiscono un insieme di performative, chiamate anche atti comunicativi, e il loro significato (e.g. ask-one). Il contenuto delle performative non è standardizzato, ma varia da sistema a sistema.
Per permettere agli agenti di capirsi, non solo parlano la stessa lingua, ma hanno anche una comune ontologia. Un'ontologia è una parte della base di conoscenza dell'agente che descrive che tipo di cose un agente può affrontare e come essi sono legati gli uni agli altri.
Esempi di strutture che implementano un linguaggio di comunicazione agente standard (FIPA-ACL) includono FIPA-OS e Jade.